# Ghislain Gervais
 (octobre 2018).
Ghislain Gervais, né le 14 mars 1970, est un producteur et un meneur reconnu du secteur agricole québécois. 
Il a été nommé président élu du conseil d’administration de La Coop fédérée, plus grande coopérative agricole au Québec, en 2016.  

## Biographie
Diplômé de l’Institut de technologie agroalimentaire, Ghislain Gervais est un producteur avicole et de grandes cultures (Ferme Gercy Inc., Fermes Avigerbe inc., Ferme Ghislain Gervais inc.). Il devient 1er vice-président de La Coop fédérée (2014-2016) avant d’être élu président du comité exécutif de La Coop fédérée en 2016. Il siège aujourd’hui[Quand ?] à de nombreux comités de La Coop fédérée tels que : le comité de vérification, le comité exécutif, le comité professionnel de l’agriculture, le comité gouvernance, éthique et éducation coopérative. Au sein de La Coop fédérée, il travaille sur un vaste projet de consolidation du réseau La Coop.
Il représente La Coop fédérée au ACFA (Au Cœur des Familles Agricoles). Il contribue à amener des réflexions pour appuyer la mission de l’organisme. Il est également le président du conseil d’administration de Olymel et du groupe BMR. 
Le 11 juin 2019, il présente Bill Morneau, ministre des finances du Canada, à l'occasion du Forum économique international des Amériques à Montréal. La conférence étant tenue sous le thème du changement, il parle de la 4e révolution agricole et d'innovation numérique en agriculture.

## Engagement pour l’agriculture
Ghislain Gervais est administrateur de La Coop Agrilait depuis 2000. Il est également administrateur de la CMC (Coopératives et mutuelles Canada) depuis 2018. 
Il soutient depuis de nombreuses années les producteurs agricoles de diverses façons, notamment en prenant part et en écrivant au gouvernement canadien,.  
En septembre 2018, Ghislain Gervais conviait les employés de La Coop fédérée et leur famille à une visite de sa ferme, suivi d'un dîner chez lui, à Saint-Guillaume. « C’est une bonne façon de permettre aux employés, qui n’ont pas l’occasion de le faire autrement, de découvrir une ferme en famille », ont exprimé le président et sa conjointe Josianne.

## Prix et distinctions
C'est à titre d'agriculteur que Ghislain Gervais reçoit le Prix Malvina Chassé-Côté, catégorie « chef de file » en 2009. 
Il est aussi Président d'honneur du grand bal du Musée Maritime de Charlevoix (31 mai 2019).  